# Ashes Tour 1928/29
Die Ashes Tour 1928/29 war die Tour der englischen Cricket-Nationalmannschaft, die die 27. Austragung der Ashes beinhaltete, und wurde zwischen dem 30. November 1928 und 16. März 1929 durchgeführt. Die Ashes Series 1928/29 selbst wurde in Form von fünf Testspielen zwischen Australien und England ausgetragen. Austragungsorte waren jeweils australische Stadien. Die Tour beinhaltete neben der Testserie eine Reihe weiterer Spiele zwischen den beiden Mannschaften im Winter 1928/29. England gewann die Serie 4–1.

## Vorgeschichte
Für beide Mannschaften war es die erste Tour der Saison.
Das letzte Aufeinandertreffen der beiden Mannschaften bei einer Tour fand in der Saison 1926 in England statt.

## Stadien
Die folgenden Stadien wurden für die Tour als Austragungsort vorgesehen.
| Stadion                  | Stadt     | Kapazität | Spiele       |
| ------------------------ | --------- | --------- | ------------ |
| Adelaide Oval            | Adelaide  | 53.583    | 4. Test      |
| The Gabba                | Brisbane  | 42.000    | 1. Test      |
| Melbourne Cricket Ground | Melbourne | 100.024   | 3. & 5. Test |
| Sydney Cricket Ground    | Sydney    | 48.000    | 2. Test      |

## Kaderlisten
Die Mannschaften benannten die folgenden Kader.
| Test | Test |
| Australien | England |
| --- | --- |
| - Jack Ryder (K) - Don Blackie - Donald Bradman - Alan Fairfax - Jack Gregory - Clarrie Grimmett - Stork Hendry - Percy Hornibrook - Bert Ironmonger - Archie Jackson - Charles Kelleway - Alan Kippax - Otto Nothling - Bert Oldfield (wk) - Ron Oxenham - Bill Ponsford - Vic Richardson - Tim Wall - Bill Woodfull - Ted a’Beckett | - Percy Chapman (K) - Jack White (VK) - George Duckworth (wk) - George Geary - Wally Hammond - Patsy Hendren - Jack Hobbs - Douglas Jardine - Harold Larwood - Maurice Leyland - Phil Mead - Herbert Sutcliffe - Maurice Tate - Ernest Tyldesley |

## Tests

### Erster Test in Brisbane
| 30. November – 5. Dezember Scorecard | Brisbane | England 521 (175.3) & 342-8d (135.1) | – | Australien 122 (50.3) & 66 (25.3) |
|                                      |          | England gewinnt mit 675 Runs         |   |                                   |

England gewann den Münzwurf und entschied sich als Schlagmannschaft zu beginnen.

### Zweiter Test in Sydney
| 14. – 20. Dezember Scorecard | Sydney | Australien 253 (108.2) & 397 (151.4) | – | England 636 (272.1) & 16-2 (7) |
|                              |        | England gewinnt mit 8 Wickets        |   |                                |

Australien gewann den Münzwurf und entschied sich als Schlagmannschaft zu beginnen.

### Dritter Test in Melbourne
| 29. Dezember – 5. Januar Scorecard | Melbourne | Australien 397 (180.5) & 351 (165.5) | – | England 417 (195) & 332-7 (159.5) |
|                                    |           | England gewinnt mit 3 Wickets        |   |                                   |

Australien gewann den Münzwurf und entschied sich als Schlagmannschaft zu beginnen.

### Vierter Test in Adelaide
| 1. – 8. Februar Scorecard | Adelaide | England 334 (183.1) & 383 (200.4) | – | Australien 369 (160) & 336 (151.5) |
|                           |          | England gewinnt mit 12 Runs       |   |                                    |

England gewann den Münzwurf und entschied sich als Schlagmannschaft zu beginnen.

### Fünfter Test in Melbourne
| 8. – 16. März Scorecard | Melbourne | England 519 (215.1) & 257 (86.3) | – | Australien 491 (271.3) & 287-5 (134.1) |
|                         |           | Australien gewinnt mit 5 Wickets |   |                                        |

England gewann den Münzwurf und entschied sich als Schlagmannschaft zu beginnen.